# Breteuil (comuna delegada)
Breteuil, también denominado Breteuil-sur-Iton,  era una comuna francesa situada en el departamento de Eure, de la región de Normandía, que el uno de enero de 2016 pasó a ser una comuna delegada de la comuna nueva de Breteuil al fusionarse con las comunas de Cintray y La Guéroulde.

## Demografía
| Gráfica de evolución demográfica de Breteuil entre 1800 y 2013 |
|                                                                |

Los datos demográficos contemplados en este gráfico de la comuna de Breteuil se han cogido de 1800 a 1999 de la página francesa EHESS/Cassini, y los demás datos de la página del INSEE.

## Geografía
Breteuil-sur-Iton es una comuna rural situada en el sur de Eure. Situado a unos 100 km al oeste de París, a 80 km al sur de Ruan y a 80 km al noroeste de Chartres.
Su territorio se haya compuesto principalmente de vastas planicies.

## Toponimia
El nombre es de origen celta, Bert Hoël que se transforma bajo el Imperio romano en Britolium.

## Historia
Fue una plaza fortificada en 1054 por Guillermo el Conquistador, rodeada de fosos alimentados por el desvío de las aguas del Iton.

## Administración

### Alcaldes
- De 1881 a	1886: Jean THIEULIN
- De 1886 a	1887: Jean LEMAIRE
- De 1887 a	1909: Spérat OLIVIER
- De 1909 a	1933: Eugène LAHAYE
- De 1933 a	1940: Fernand PREVOT
- De 1940 a	1953: Théodore PIERRE
- De 1953 a	1959: Henri BOYER
- De 1959 a	1966: Jean-Pierre SERVIN
- De 1966 a	1971: Pierre POISSON
- De 1971 a	1999: Maurice DUCHOSSOY
- Desde 1999: Gérard Cheron

### Entidades intercomunales
Breteuil está integrada en la Comunidad de comunas del Cantón de Breteuil-sur-Iton . Además forma parte de diversos sindicatos intercomunales para la prestación de diversos servicios públicos:
- Syndicat de l'électricité et du gaz de l'Eure (SIEGE) .
- Syndicat d'assainissement des Deux Vallées .
- Syndicat de gestion et de fonctionnement de la piscine de Breteuil-sur-Iton .
- Syndicat de la Haute Vallée de l'Iton .
- Syndicat interc. production et distribution d'eau potable de la région de Breteuil (SIPERB) .

### Riesgos
La prefectura del departamento de Eure incluye la comuna en la previsión de riesgos mayores  por:
- Presencia de cavidades subterráneas
- Riesgos derivados del transporte de mercancías peligrosas
- Riesgo de inundación, principalmente por crecidas del río Iton

## Lugares de interés
- Iglesia de Saint-Sulpice: iglesia románica del siglo XIII, aunque con algunas partes del XI. La construcción en piedra denominada grisona le proporciona un aire rústico.

- Terrón Feudal: construida en el año 1055 por Guillermo el Conquistador, Duque de Normandía. Quedan sólo algunos vestigios de esta fortificación que no son visibles por el momento. Un estudio arqueológico acaba de ser hecho con vistas a una proposición para realizar excavaciones.

- Busto del Barón Jacques Laffitte: erigido sobre la plaza del mismo nombre por el ayuntamiento en reconocimiento de este benefactor de la ciudad. Inaugurado en junio del año 2006. Este busto ha sido fundido gracias a un molde fabricado con la impresión hecha sobre un ejemplar que se encuentra en el Museo del Louvre.

## Personalidades
- Isabel Provendier, nacida en Breteuil-sur-Iton el 21 de julio de 1967, actriz de teatro.
- Jacques Laffitte, banquero, Ministro y Presidente del Consejo de Francia de Luis Felipe I de Francia, propietario del bosque de Breteuil del año 1826 al 1830 y bienhechor del municipio de Breteuil-sur-Iton.